# Oh Happy Day
Oh Happy Day (engl. für O glücklicher Tag) ist ein 1969 von den Edwin Hawkins Singers veröffentlichter Gospel-Song, der die internationalen Hitparaden erreichte und die Gospelmusik einem größeren Publikum erschloss.

## Entstehungsgeschichte
Gospelmusik beruht textlich auf Inhalten des Alten und Neuen Testaments. Das gilt auch für den vom englischen Pastor Philipp Doddridge ursprünglich unter dem Titel Oh Happy Day, That Fixed My Choice verfassten Text. Dieser Gospelsong wurde 1755 postum von seinem Freund Job Orton in einer 370 Kirchenlieder umfassenden Sammlung publiziert. 
Wer die Musik geschrieben hat, ist umstritten. Ihr Ursprung soll auf eine 1704 von Johann Anastasius Freylinghausen komponierte Fassung zurückgehen, die in seinem Freylinghausenschen Gesangbuch enthalten war. Der Refrain wird Edward Francis Rimbault (* 13. Juni 1816 in Soho/London, † 26. September 1876 in London) zugeschrieben, der das Lied 1854 aufgegriffen hatte.

## Veröffentlichung und Erfolg
Der Gospelchor Northern California State Choir brauchte im Juni 1968 Geld für eine Reise zum Jugend-Kirchenkongress in Washington, D.C. Man finanzierte die Aufnahme der Gospel-LP Let Us Go Into the House of the Lord bei Century Record Productions mit einer Auflage von 500 Stück. Unter den Songs befand sich auch der seit langem gemeinfreie Titel Oh Happy Day.
LaMont Bench gehörte die kleine Plattenfirma Pavilion Records in Oakland; sie erhielt die Erlaubnis, 1000 weitere Exemplare zum gewerblichen Verkauf zu pressen. 600 Exemplare hiervon wurden verkauft. Eines der Exemplare kam im Februar 1969 in die Hände des Radio-DJ Abe „Voco“ Keshishian bei KSAN (FM) in San Francisco. Der Sender war zwar als Underground-Station bekannt, doch entschloss sich „Kesh“, Oh Happy Day ein intensives Airplay zu geben. Auch der Sender KOIT in San Francisco übernahm den Song in seine Playlist. Neil Bogart von Buddah Records hörte die Platte im Radio und schloss einen Vertriebsvertrag mit Pavilion Records. Mit einem Vorschuss von 80.000 Dollar wurde der Gospelchor von Buddah Records vermarktet und in Edwin Hawkins Singers umbenannt. 
Oh Happy Day wurde vorweg aus der LP als Single ausgekoppelt und im April 1969 als Oh Happy Day / Jesus, Lover of My Soul (Pavilion 20001) veröffentlicht. Die Single erhielt im selben Monat in der Billboard-Ausgabe eine Top-20-Empfehlung. Sie erreichte als massiver Crossover-Hit sowohl die US-Rhythm & Blues (Rang 2) als auch die US-Pop-Hitparade (Rang 4) und verkaufte innerhalb von zwei Wochen eine Million Exemplare.
Nach Veröffentlichung in Großbritannien im Mai 1969 erreichte sie dort Rang 2 der Hitparade. Im Juni 1969 wurde ihr von der RIAA eine Goldene Schallplatte  verliehen und wurde damit die erste zertifizierte Single im Gospel-Sektor. Insgesamt wurden weltweit sieben Millionen Platten verkauft und in den USA vier Grammy Awards verliehen. In Deutschland und in der Schweiz kam der Titel auf Rang eins der Hitparaden. Oh Happy Day schaffte es auf die Liste der Songs of the Century.

## Coverversionen und Statistik
Der Song war ein One-Hit-Wonder und ebnete den Weg zur Kommerzialisierung der Gospelmusik. Insgesamt gibt es mindestens 42 Coverversionen. Elvis Presley nahm ihn im August 1970 auf, die The Four Seasons auf ihrer LP Half & Half im Mai 1970. Der deutsche Text stammt von Ernst Carl Magaret. Oh Happy Day kommt im Kinofilm Sister Act 2 mit Sängerin Lauryn Hill vor; in einer der letzten Szenen singt ein Gospelchor das Lied bei einer Schulaufführung. Die auf humoristische Parodien spezialisierte Gruppe Adam und die Micky’s veröffentlichte Anfang der 1970er Jahre eine hessische Version mit dem Titel Oh häppy day, Papa.